# Gerald Tinker
Gerald Alexander Tinker (* 19. Januar 1951 in Miami, Florida) ist ein ehemaliger US-amerikanischer Sprinter und Olympiasieger. Nach seiner Karriere in der Leichtathletik wurde er American-Football-Spieler in der National Football League (NFL).
Bei den Olympischen Spielen 1972 in München gewann er am 10. September die Goldmedaille in der 4-mal-100-Meter-Staffel. Die US-Stafette in der Aufstellung Larry Black, Robert Taylor, Gerald Tinker und Eddie Hart stellte in 38,19 Sekunden den Weltrekord der US-Mannschaft von 1968 ein und siegte vor den Teams aus der Sowjetunion (38,50 s) und der Bundesrepublik Deutschland (38,79 s).
Ab 1974 spielte Tinker American Football in der National Football League. Bereits auf dem College war er als Footballspieler aktiv und war Mannschaftskamerad von Jack Lambert, einem späteren Mitglied in der Pro Football Hall of Fame. Er lief als Wide Receiver 1974 und 1975 für die Atlanta Falcons auf und wechselte in seiner zweiten Saison zu den Green Bay Packers. Nach zwei Spielzeiten beendete er seine Laufbahn.
Gerald Tinker ist 1,80 m groß und wog in seiner aktiven Zeit 76 kg.

## Bestzeiten
- 100 m: 10,1 s, 1. Juli 1972, Eugene
- 200 m: 20,5 s, 29. Juni 1969, Miami